# Cyx rieki
Cyx rieki är en tvåvingeart som beskrevs av Paramonov 1953. Cyx rieki ingår i släktet Cyx och familjen svävflugor. Inga underarter finns listade i Catalogue of Life.